# 索基里哈
50°23′46″N 33°5′41″E / 50.39611°N 33.09472°E
索基里哈（烏克蘭語：Сокириха），是烏克蘭中部的村莊，隸屬波爾塔瓦州的米爾霍羅德區。該村距離維申基和奧澤爾涅1公里，始建於1803年，面積1平方公里，海拔高度161米，2001年人口72。